# Roger Taylor (tenista)
Roger Taylor (Sheffield, Yorkshire del Sur, 14 de octubre de 1941) es un extenista británico. Ganó 6 títulos de sencillos y 10 títulos de dobles durante su carrera. Logró el éxito en varios torneos del Grand Slam, alcanzando los cuartos de final del Abierto de Francia en 1973, las semifinales de Wimbledon durante el mismo año y ganando de nuevo a los títulos de Dobles del Abierto de Estados Unidos en 1971 y 1972. También disfrutó de un éxito particular en 1970, volviendo a las semifinales de Wimbledon, donde logró una gran victoria sobre el campeón defensor Rod Laver, y las semifinales del Abierto de Australia. Taylor también llegó a las semifinales en Wimbledon en 1967. Su carrera de alto ranking de singles se registra en el puesto número 11 del mundo en la ATP, aunque Taylor fue clasificado como número 8 del mundo en 1970 antes de que la clasificación de la ATP comenzara. Taylor anotó 29 victorias y 11 derrotas en el equipo de la Copa Davis de Gran Bretaña.

## Carrera
Taylor fue el único miembro británico de los llamados Handsome Eight (que fue notable especialmente por sus enormes cejas) firmado por Lamar Hunt para competir en su recién creado World Championship Tennis Tour en 1968.
Cabe destacar que en una escena que recuerda a una época pasada de espíritu deportivo, casi ausente en el deporte profesional, Taylor se enamoró de millones de espectadores durante su partido de cuartos de final de 1973 en Wimbledon contra el debutante de 17 años Björn Borg. Después de haber sido declarado ganador del partido por el árbitro después de su saque de partido que fue disputado por Borg, Taylor voluntariamente se ofreció a repetir el punto. El juez de línea, entonces, cuestionado por el árbitro en cuanto a si deseaba reconsiderar su decisión, cambió su llamada "en" a "out" y el árbitro pidió que el punto se repitiera como una "let". Taylor posteriormente ganó el partido.
Se retiró del tenis profesional en 1980. Fue capitán de la Copa Davis de Gran Bretaña desde febrero de 2000 hasta enero de 2004. Taylor también capitaneó al equipo británico femenino de la Copa Wightman; dirigiéndolas a su última victoria en la competencia en 1978. Fue galardonado con un MBE de Jubileo de Plata y honores de Cumpleaños en 1977.

## Finales del Grand Slam

### Dobles (2 títulos)
| No. | Año  | Campeonato | Superficie | Acompañante    | Oponente en la final        | Puntuación              |
| 1.  | 1971 | US Open    | Césped     | John Newcombe  | Stan Smith Erik Van Dillen  | 6–7, 6–3, 7–6, 4–6, 7–6 |
| 2.  | 1972 | US Open    | Césped     | Cliff Drysdale | Owen Davidson John Newcombe | 6–4, 7–6, 6–3           |

## Títulos de carrera

### Sencillos (6)
| No. | Fecha                 | Torneo                                  | Superficie | Oponente en la final | Puntuación de la final |
| 1.  | 1963                  | Surrey Grass Court Championships        | Césped     | Jaidip Mukerjea      | 10–8, 9–11, 10–8       |
| 2.  | 1967                  | Surrey Grass Court Championships        | Césped     | Bobby Wilson         | 2–6, 6–4, 6–2          |
| 3.  | 18 de abril de 1971   | Palermo                                 | Arcilla    | Pierre Barthes       | 6–3, 4–6, 7–6, 6–2     |
| 4.  | 17 de febrero de 1973 | Copenhagen Open                         | Dura       | Marty Riessen        | 6–2, 6–3, 7–6          |
| 5.  | 2 de febrero de 1975  | Roanoke International Tennis Tournament | Interior   | Vitas Gerulaitis     | 7–6, 7–6               |
| 6.  | 2 de marzo de 1975    | Fairfield                               | Moqueta    | Sandy Mayer          | 7–5, 5–7, 7–6          |

### Dobles (8)
| No. | Fecha                    | Torneo    | Superficie  | Acompañante         | Oponente en la final          | Puntuación              |
| 1.  | 5 de enero de 1969       | Hobart    | Césped      | Mal Anderson        | Tony Roche Fred Stolle        | 7–5, 6–3, 4–6, 1–6, 6–4 |
| 2.  | 3 de febrero de 1969     | Auckland  | Césped      | Ray Moore           | Mal Anderson Toomas Leius     | 13–15, 6–3, 8–6, 8–6    |
| 3.  | 1 de agosto de 1969      | Hilversum | Desconocida | Tom Okker           | Jan Kodeš Jan Kukal           | 6–3, 6–2, 6–4           |
| 4.  | 10 de julio de 1971      | Newport   | Césped      | Ken Rosewall        | John Clifton John Paish       | 7–5, 3–6, 6–2           |
| 5.  | 12 de septiembre de 1971 | US Open   | Césped      | John Newcombe       | Stan Smith Erik Van Dillen    | 6–7, 6–3, 7–6, 4–6, 7–6 |
| 6.  | 10 de septiembre de 1972 | US Open   | Césped      | Cliff Drysdale      | Owen Davidson John Newcombe   | 6–4, 7–6, 6–3           |
| 7.  | 1 de abril de 1973       | Vancouver | Desconocida | Pierre Barthes      | Tom Gorman Erik Van Dillen    | 5–7, 6–3, 7–6           |
| 8.  | 17 de julio de 1977      | Kitzbühel | Arcilla     | Christopher Mottram | Colin Dowdeswell Chris Kachel | 7–6, 6–4                |